# Lionheart (álbum)
Lionheart es el décimo sexto álbum de estudio de la banda británica de heavy metal Saxon, publicado en 2004 por SPV/Steamhammer Records, cuyo nombre está inspirado en el rey inglés del siglo XII, Ricardo Corazón de León. Es el primer disco de estudio con el baterista alemán Jörg Michael tras la salida del también germano Fritz Randow, debido a su retorno a la banda Victory a la cual pertenecía. Con la llegada del nuevo baterista el sonido se tornó más rápido y pesado que en anteriores trabajos de Saxon, acercándose en algunas canciones al power metal.
El disco fue relanzado el 17 de febrero de 2006 en una edición limitada de 10 000 copias, que incluía el disco compacto original más un DVD con veintiséis canciones tomadas de algunas presentaciones en vivo y el videoclip de la canción que da título al álbum.

## Lista de canciones
Todas las canciones compuestas por Saxon.

| N.º | Título                   | Duración |  |
| 1.  | «Witchfinder General»    | 4:49     |  |
| 2.  | «Man and Machine»        | 3:28     |  |
| 3.  | «The Return»             | 1:18     |  |
| 4.  | «Lionheart»              | 6:04     |  |
| 5.  | «Beyond the Grave»       | 4:55     |  |
| 6.  | «Justice»                | 4:26     |  |
| 7.  | «To Live by the Sword»   | 4:10     |  |
| 8.  | «Jack Tars»              | 0:57     |  |
| 9.  | «English Man O' War»     | 4:08     |  |
| 10. | «Searching for Atlantis» | 5:54     |  |
| 11. | «Flying on the Edge»     | 4:54     |  |

## Miembros
- Biff Byford: voz
- Paul Quinn: guitarra eléctrica
- Doug Scarratt: guitarra eléctrica
- Nibbs Carter: bajo y teclados
- Jörg Michael: batería
- Chris Stubley: teclados en «Lionheart»